# Gustaf Egerstam
Carl Gustaf Egerstam, född 28 maj 1898 i Arboga i Västmanlands län, död 8 oktober 1976 i Engelbrekts församling i Stockholm, var en svensk kompositör, kapellmästare och musiker (saxofon, violin).
Egerstam började spela klarinett i militärmusikkåren på I 18 i Västerås. 
Han startade sin första orkester 1926. I Svenskt visarkiv finner man under rubriken 'Jazzdiskografi' några av hans skivinspelningar gjorda 1926-1928. Här framträder i följd Egerstams orkester, Egerstams Jazz-orkester och Egerstams Dansorkester. 
Det rör sig om populära melodier från den tid då 'jazza' kunde vara synonymt med 'dansa', på repertoaren finner man exempelvis Jules Sylvains vals ”Med en enkel tulipan”. Sune Lundwall finns med på tenorsaxofon, Peva Derwin på altsaxofon och för refrängsången svarar Gustaf Lövås.
I mitten av 1920-talet spelade Gustaf Egerstam med egen orkester på restaurang Riche i Stockholm. Där lanserade han tillsammans med Sune Lundwall och (sannolikt) Peva Derwin den så kallade "saxtrion". Uppgiften framgår av en intervju med Sune Lundwall i göteborgstidningen Aftonposten den 22 juni 1951. 
1940 bildade Egerstam sitt Egerstams spelmanslag. Vid sidan av arbetet som artist var han inspelningschef på skivbolaget Toni från 1937.

## Diskografi i urval
- Avestaforsens brus - Egerstams spelmanslag
- Fryksdalsdans nr 2 - Egerstams spelmanslag
- Sommarsol - Egerstams orkester
- Kivikspolka - Egerstams spelmanslag
- Alte Kameraden - Stor orkester
- Gladiatorernas intåg - Stor orkester
- Under stjärnbaneret - Stor orkester